# Phạm Thị Thành
Phạm Thị Thành (sinh ngày 24 tháng 9 năm 1941) là một đạo diễn sân khấu đương đại người Việt Nam. Bà là nguyên Giám đốc nhà hát Tuổi trẻ, nguyên Cục phó Cục nghệ thuật biểu diễn, hiện nay là Phó giám đốc Trung tâm nghiên cứu bảo tồn và phát huy văn hóa dân tộc, Phó chủ tịch Hội liên hiệp Văn học Nghệ thuật Hà Nội, Chủ tịch Hiệp hội Câu lạc bộ UNESCO Việt Nam.

## Tiểu sử
Phạm Thị Thành sinh ngày 24 tháng 9 năm 1941 tại Huế. Bà là con gái út của Đổng lý văn phòng nội các (quan đại thần nhà Nguyễn, triều Bảo Đại) Phạm Khắc Hòe và bà Công Tôn Nữ Diệu Phẩm (cháu nội nhà thơ – hoàng tử Tuy Lý Vương Miên Trinh và là em gái nhà thơ Ưng Bình). Cố nội cụ Hòe từng đậu cử nhân, ông nội là thầy đồ dạy học trong làng và người cha của cụ Hòe từng đậu tú tài và làm thừa phái. Chính ông Phạm Khắc Hòe là người có công lớn trong việc vận động vua Bảo Đại thoái vị và được Chủ tịch Hồ Chí Minh rất tin tưởng. Bà còn là em của ông Phạm Khắc Lãm (nguyên tổng giám đốc đài Truyền hình Việt Nam).
Năm 14 tuổi, những tên tuổi lớn trong ngành âm nhạc như Lưu Hữu Phước, Nguyễn Xuân Khoát, Đặng Đình Hưng đã thưa với ông Hòe cho bà gia nhập đoàn văn công Trung ương. Năm 1970, bà được Nhà nước cử sang Liên Xô học đạo diễn sân khấu. Sau 7 năm học, bà về nước và cùng đạo diễn Hà Nhân viết đề án thành lập Nhà hát Tuổi Trẻ. Đề án được chấp nhận, năm 1987, Nhà hát Tuổi Trẻ được thành lập. Bà Hà Nhân làm Giám đốc, còn Phạm Thị Thành làm Phó Giám đốc. Sau đó bà tuyển sinh và trúng tuyển nhiều diễn viên tài năng sau này như Lê Khanh, Lan Hương, Minh Hằng, Anh Tú,...
Bà làm đạo diễn cho hơn 200 vở diễn, trong đó gần 20 vở Huy chương Vàng và một số vở Huy chương Bạc. Khi đến 60 tuổi, bà vẫn là cái tên được săn đón khi làm tổng đạo diễn cho những chương trình lễ hội quan trọng. Bà đã đạo diễn cho lễ hội lớn 990 năm Thăng Long – Hà Nội (cùng với Chu Thúy Quỳnh), 330 năm thành lập Khánh Hòa, 100 năm Đà Lạt, Festival Huế,... Phạm Thị Thành là thành viên Ban Chấp hành Hiệp hội Sân khấu Quốc tế dành cho thiếu nhi và thanh niên ASSITEJ và là Chủ tịch Hiệp hội ASSITEJ Việt Nam, bà đã đến nhiều nơi trên thế giới, học tập và tìm hiểu về nghệ thuật sân khấu.
Ngoài ra, bà còn tham gia nhiều dự án về nghệ thuật sân khấu của nước ngoài tại Việt Nam, nỗ lực để đưa nghệ thuật cổ truyền của dân tộc vào trong trường học. Phạm Thị Thành còn là Phó chủ tịch Hiệp hội UNESCO Việt Nam, Ủy viên Ban Chấp hành Hội Liên hiệp Văn học nghệ thuật Việt Nam, là đại biểu Hội đồng Nhân dân thành phố Hà Nội, tham gia công tác giảng dạy tại Trường Sân khấu – Điện ảnh,...
Năm 1988, Phạm Thị Thành được nhà nước Việt Nam phong tặng danh hiệu Nghệ sĩ ưu tú. Năm 1997, bà được phong tặng danh hiệu Nghệ sĩ nhân dân. Năm 2012, bà nhận Giải thưởng nhà nước về Văn học Nghệ thuật.

## Đời tư
Phạm Thị Thành kết hôn với Nghệ sĩ nhân dân Đào Mộng Long, hai ông bà cưới nhau khi bà mới 18 tuổi, ông 40 tuổi. Sau này hai người chia tay khi đã sinh được 2 người con. Đây là cuộc hôn nhân đầu tiên và cũng là cuối cùng của bà.

## Đóng góp

### Sự kiện
- Khai mạc và bế mạc SEA games 22 (2003).
- Festival Huế (2004).
- Lễ hội đền Hùng (2005).
- 110 năm Đà Lạt.
- Lễ hội Nam Giao, Huế.
- Lễ hội cố đô Hoa Lư (2010).
- Màn diễn Trống hội Thăng Long kỷ niệm 995 năm Thăng Long - Hà Nội.
- Liên hoan du lịch Đà Nẵng.
- Màn diễn Sầm Sơn biển hát kỷ niệm 100 năm du lịch Sầm Sơn (2007).

Và nhiều sự kiện khác...

### Sân khấu
- Rừng trúc.
- Vũ Như Tô.

Cùng nhiều vở diễn khác...